# Freddy Munizaga
Freddy Eugenio Munizaga Maturana (Viña del Mar, Chile, 11 de junio de 1985) es un exfutbolista chileno que jugaba de volante.
Debutó en el profesionalismo en la cuarta fecha del Torneo Apertura 2006 frente a Colo-Colo en el Estadio Monumental, ingresando al minuto 60' por Daniel "Chucky" González en la caída de su equipo por 3-5 de visitante.
Su hermano mellizo John Munizaga, también fue futbolista profesional y terminó su carrera en Lota Schwager el 2016.

## Clubes
| Club               | País  | Año       |
| ------------------ | ----- | --------- |
| Everton            | Chile | 2006      |
| Municipal Limache  | Chile | 2007      |
| Trasandino         | Chile | 2008      |
| Naval              | Chile | 2009-2011 |
| Deportes Melipilla | Chile | 2012      |
| Deportes Copiapó   | Chile | 2013-2021 |
| San Luis           | Chile | 2021-2022 |